# رونالد فان دير كيمب
رونالد فان دير كيمب (بالهولندية: Ronald van der Kemp)‏ هو مصمم أزياء هولندي، ولد في 24 سبتمبر 1964 في Wijchen ‏ في هولندا.

## وصلات خارجية
- الموقع الرسمي